# مانويل كويفاس
مانويل كويفاس (بالإسبانية: Manuel Cuevas)‏ هو مصمم أزياء مكسيكي، ولد في 23 أبريل 1938 في Coalcomán de Vázquez Pallares ‏ في المكسيك.

## وصلات خارجية
- الموقع الرسمي